# Nasensalbe
Eine Nasensalbe ist eine halbfeste Zubereitung zur Anwendung an der Schleimhaut der Nase, um in der Regel eine lokale Wirkung zu erzielen. Sie werden normalerweise in Tuben angeboten, die mit einem Nasenapplikator ausgestattet sind. Man unterscheidet Zubereitungen für die Mehrfach- oder Einmalanwendung.
Nasensalben mit arzneilicher Wirkung zählen zu den Arzneimitteln, solche mit physiologischer oder physikalischer Wirkung zu den Medizinprodukten. Neben Fertigpräparaten gibt es auch individuelle Rezepturen.

## Eigenschaften
Nasensalben bestehen aus einer Salbengrundlage, die pharmazeutische Wirkstoffe enthalten kann. Salbengrundlagen für Nasensalben basieren auf paraffinischen und fetten Lipiden. Wasseraufnahmefähige Grundlagen werden häufig unter Verwendung von Wollwachsalkoholsalbe, Lanolin, Wollwachs oder einem Emulgator auf Diglycerolester-Basis (z. B. Softisan 649) hergestellt. Neben Nasensalben werden als halbfeste Zubereitungen auch hydrophobe Nasencremes sowie hydrophile Nasengele angewandt. Hydrophile Cremes sind als Zubereitungen für die Nase ungeeignet. Hydrophile Nasengele entsprechen bei intaktem Flimmerepithel eher den physiologischen Erfordernissen als lipidhaltige Zubereitungen.
Nasensalben müssen weich genug sein, um sich gut auf der Schleimhaut verteilen zu lassen, andererseits fest genug, um einer Aspiration mit dem Risiko der Lipidpneumonie vorzubeugen.
Hydrophobe Nasensalben bzw. -cremes sind nur in bestimmten Fällen angezeigt, unter anderem bei Rhinitis sicca anterior, Rhinitis atrophicans und Ozaena.
In Nasensalben typischerweise verwendete Arzneistoffe sind beispielsweise Mupirocin, Epinephrin, Dexamethason, Menthol oder Dexpanthenol.

## Rezepturbeispiele

### Tübinger Nasensalbe
Die Tübinger Nasensalbe ist eine gelbe Salbe aus Salbeiöl, Hydrocortison, Xylometazolin, Vitamin-A-palmitat, Dexpanthenol-Salbe und Olivenöl. Sie dient der postchirurgischen Pflege nach Nasenoperationen und soll den Heilungsverlauf nach operativen Eingriffen an der Nase unterstützend begleiten.
Die Salbe ist rezeptpflichtig.

### Chlorhexidin-haltige Nasensalbe
Die Chlorhexidin-haltige Nasensalbe (ehemals umgangssprachlich „Bremer Nasensalbe“) ist eine gelbe Salbe aus Chlorhexidindiacetat, Propylenglycol, mittelkettigen Triglyceriden und Wollwachs. Fakultativ kann sie Minzöl enthalten.
Die Salbe ist nicht verschreibungspflichtig.
Besonders bei verletzten Schleimhäuten nach invasiv-operativen Eingriffen (z. B. Nasen-OP an Scheidewand, Nebenhöhlen, Nasenmuscheln usw.), welche oftmals eingeschränkte Durchblutung und im Weiteren mangelnde Feuchtigkeit (Befeuchtung der Luft) nach sich ziehen, wird mit dieser Salbe gegen die Austrocknung und Reizung der Schleimhäute vorgebeugt.